# José Cuatrecasas Arumí
José Cuatrecasas Arumí (Camprodón, provincia de Gerona, 19 de marzo de 1903-Washington, 24 de mayo de 1996) fue un botánico, taxónomo, y farmacéutico español, nacionalizado estadounidense en 1953.

## Formación
Hijo de José Cuatrecasas Genis y de Carmen Arumí, obtuvo en la Universidad de Barcelona, en 1923, la licenciatura en Farmacia, la carrera característica de los botánicos en aquella época y durante muchos años más. Se doctoró en 1928 con una tesis titulada Estudios sobre la flora y vegetación del Macizo de Mágina, una comarca de Jaén que destaca aún en el océano de riqueza biológica de Andalucía Oriental. Se trata de una obra de extraordinaria solidez que revela una excepcional capacidad y originalidad, a la vez que la influencia de sus extraordinarios maestros: Pius Font i Quer, Carlos Pau y Emilio Huguet del Villar.
En los mismos años viajó a Ginebra, estudiando Fitogeografía con Chodat, y colaboró con Font i Quer en la edición de la revista Cavanillesia y del Butlletí de la Institució Catalana d'Història Natural, entonces en la vanguardia de la ciencia natural española, publicando también en el Boletín de la Real Sociedad Española de Historia Natural. En 1931, a los 28 años, obtuvo la cátedra de Botánica Descriptiva de la Facultad de Farmacia en la Universidad Central de Madrid (actualmente Universidad Complutense de Madrid).
En 1932 fue comisionado para representar a los botánicos y al gobierno de España en la conmemoración del centenario de José Celestino Mutis. Impresionado por la diversidad de la flora colombiana, elige convertirla en el centro de sus investigaciones. Con el material recolectado se dirigió a Berlín, cuyo Jardín Botánico le ofrecía los medios necesarios para sus estudios. Allí se casó con su profesora de alemán, la checa Martha Maria Nowack, con la que tuvo tres hijos, entre ellos a Pedro Cuatrecasas. Durante años viajó a Colombia en abril, regresando a Alemania en agosto con nuevo material, antes de empezar el curso en octubre. El resultado de sus investigaciones se plasmó en sus Observaciones geobotánicas en Colombia, que todavía es una obra de referencia.
Durante la Guerra Civil, Cuatrecasas ejerció el cargo de director del Jardín Botánico de Madrid, en el que se había venido responsabilizando de la sección de Flora Tropical. Rescató para su estudio los herbarios derivados de las expediciones históricas, como la de Sessé y Mociño, o las propias recolecciones de Mutis, derivándolas a especialistas transatlánticos cuando era necesario. Se ocupó de que las láminas de Mutis fueran evacuadas de Madrid a la vez que los fondos pictóricos del Prado.

## Exilio
Al acabar la guerra civil, en 1939, Cuatrecasas, simpatizante de Izquierda Republicana, que se había jurado no volver a trabajar en España mientras mandara Franco, se vio forzado al exilio, eligiendo de forma natural Colombia como destino. Desde su primera visita a Colombia había sido profesor de la Universidad Nacional de Bogotá. A partir de 1942 y hasta 1947 lo fue de la Facultad de Agronomía en Palmira (Valle del Cauca). La riquísima flora tropical encontró en su enorme vocación y capacidad de trabajo una ocasión única, que se saldó con la descripción de más de mil especies nuevas, no sólo de Colombia, sino de Ecuador, Venezuela, Costa Rica, Trinidad, Brasil, etc.
En 1947 se trasladó a Estados Unidos, donde estuvo vinculado, con diversos cargos y financiación siempre de la National Science Foundation, al Chicago Natural History Museum, primero, y a la Smithsonian Institution, después. En esta última trabajó, como investigador asociado, desde 1955 hasta 1977, y desde esa fecha hasta su muerte, como emérito. Recibió la ciudadanía estadounidense en 1953. Su nombre aparece asociado además a la monumental Flora Neotropica, de la que fue director científico para plantas vasculares desde 1964 a 1971, presidiendo la organización entre 1972 y 1975.

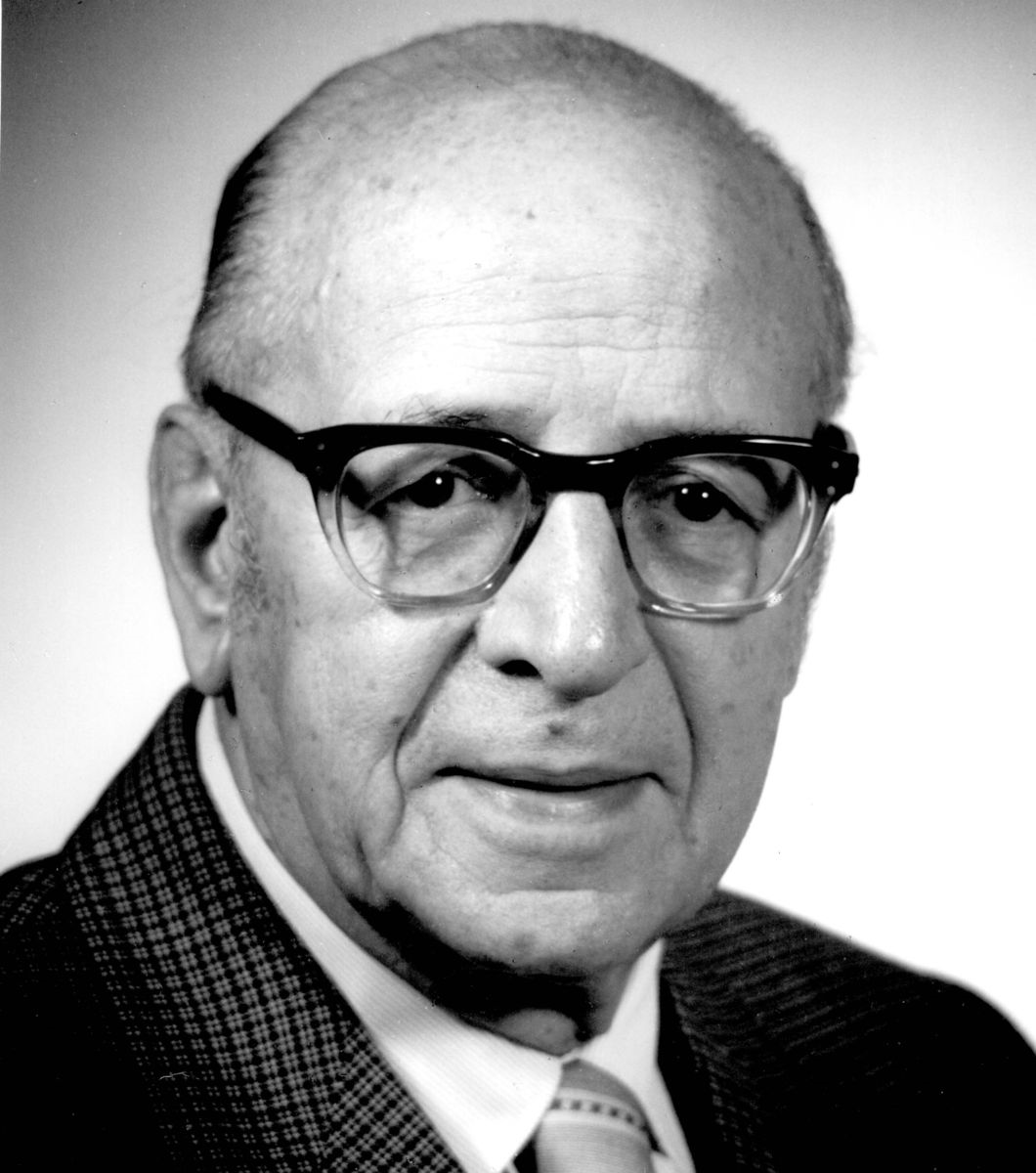
José Cuatrecasas en el "Smithsonian" en la década de 1970.

En 1983 fue nombrado director honorario del Real Jardín Botánico de Madrid, pero a pesar de la simpatía declarada con que miraba a las generaciones científicas que sobrevivieron al franquismo, nunca quiso abandonar el trabajo que le absorbía desde hacía tantos años, especialmente la monografía sobre las Espeletiinae, los frailejones, todavía sin terminar de editar por sus colaboradores.
Legó su extensísima colección de tipos nomenclaturales al R. Jardín Botánico de Madrid, y su biblioteca al Instituto Botánico de Barcelona, una institución municipal de enorme solera, donación con la que quiso subrayar su condición de catalán que amaba su tierra.

## Algunas publicaciones
- Excursión botánica a Alcaraz y Riópar Barcelona: Museo de Ciencias Naturales, 1926

- Estudios sobre la flora y la vegetación del macizo de Mágina Barcelona: Museo de Ciencias Naturales, 1929

- Plantae novae colombianae Madrid: Junta para la ampliación de estudios e investigaciones científicas, 1933
  - Plantae novae colombianae: series altera Madrid: Junta para la ampliación de estudios e investigaciones científicas, 1935

- Nota a la flora de Colombia 1934

- Observaciones geobotánicas en Colombia Madrid: Junta para Ampliación de Estudios e Investigaciones Científicas, 1934

- Plantae Isernianae I, en Anales de la Universidad de Madrid 4-2 (1935), p. 206-265

- Resumen de mi actuación in Colombia con motivo del II centenario del nacimiento de Mutis Madrid: Junta para Ampliación de Estudios e investigaciones Científicas, 1937

- Notas a la flora de Colombia Bogotá: Academia Colombiana de Ciencias Exactas, Físicas y Naturales, 1940-1956

- Cucurbitaceae novae colombianae, II Cali: Departamento del Valle del Cauca, 1943

- Estudios sobre plantas andinas
  - VI. Compositae, article a Caldasia III-15 (1945)

- Vistazo a la vegetación natural del bajo Calima Bogotá: Academia Colombiana de Ciencias Exactas, Físico-Químicas y Naturales, 1947

- Les espècies del gènere Espeletia Barcelona: Institució Catalana d'Història Natural, 1949

- José Cuatrecasas, Víctor Manuel Patiño Una nueva fruta tropical americana, el borojó Cali: Secretaría de Agricultura y Ganadería, 1949

- Contributions to the flora of South America Chicago: Chicago Natural History Museum, 1950-1951

- New Proteaceae from Colombia, article a Lloydia 13-3 (1950)

- Moraceae Chicago: Field Museum, 1951

- Bombacaceae Chicago: Field Museum, 1952

- Caracterización del género Borojoa, article a Acta agronomica 3 (1953)

- Huertea, un genre nouveau pour la flore de Colombie Paris: Société botanique de France, 1953

- Un nouveau genre de Bombacées, Patinoa Le Mans: Impr. Monnoyer, 1953

- Disertaciones sobre Bombacaceas Bogotá: Revista Colombiana de Ciencias, 1954

- Dos Moraceas y dos Compuestas nuevas de Venezuela Caracas: Instituto Botánico, 1954

- El género Mniodes Alençon: Imp. Alençonnaise, 1954

- Nouvelles composées de l'Amerique du Sud Paris: Société botanique de France, 1954

- Taxonomic notes on neotropical trees, article a Tropical woods 101 (1955)

- José Cuatrecasas, Leandro Aristeguieta El género Hinterhubera Weddell Caracas: Tip. de la Nación, 1956

- Neue Vernonia-Arten und Synopsis der andinen Arten der Sektion Critoniopsis Stuttgart, 1956

- Notas a la flora de Venezuela Caracas: Tip. de la Nación, 1956

- Prima flora colombiana Firenze: Istituto botanico dell'universitá, 1957-1969

- Aspectos de la vegetación natural en Colombia Bogotá: Voluntad, 1958

- Introducción al estudio de los manglares México D.F.: Sociedad Botánica de México, 1958

- A Taxonomic revision of the humiriaceae Washington D. C.: Smithsonian Institution, 1961

- Burseraceae Brasiliae novae Belém, 1961

- Notas sobre Astereas andinas México: Revista Ciencia, 1961

- Cacao and its allies. A taxonomic revision of the genus Theobroma Washington D. C.: Smithsonian Institution, 1964

- Establecimiento de la "Organización pro Flora Neotrópica" México D.F., 1966

- El género Sorocea (Moraceae) en la costa occidental de Colombia México D.F., 1966

- Ernest P.Imle, José Cuatrecasas  Plant introduction with Theobroma cacao Tegucigalpa: Escuela Agrícola, 1966

- Revisión de las especies colombianas del género Baccharis Bogotá:Academia colombiana de ciencias exactas, físicas y naturales, 1967
  - Notas adicionales, taxonómicas y corológicas, sobre Baccharis Bogotá:Academia colombiana de ciencias exactas, físicas y naturales, 1968

- Brunelliaceae Darien (Conn.): Hafner, 1970
  - Brunelliaceae (supplement). With accounts of the life and career of José Cuatrecasas by Vicki A.Funk [i cols.] New York: publicó Organization for Flora Neotropica × New York Botanical Garden, 1985

- José Cuatrecasas, Lyman B.Smith, Roberto Miquel Klein Cunoniáceas Florianópolis : Universidade Federal de Santa Catarina, 1976

- Santiago Díaz Piedrahíta, José Cuatrecasas, textos Flora de la Real Expedición del Nuevo Reyno de Granada (1783-1816); promovida y dirigida por José Celestino Mutis. Tomo XLVII Compuestas, tribu Astereas Madrid: Ediciones de Cultura Hispánica, 1989. ISBN 84-7232-470-2

- Santiago Díaz Piedrahíta, José Cuatrecasas Asteráceas de la flora de Colombia: Senecioneae I: Géneros Dendrophorbium y Pentacalia Santafé de Bogotá, D.C. : Academia Colombiana de Ciencias Exactas, Físicas y Naturales, 1999

## Honores
Recibió el reconocimiento por su obra en muy diversas formas, como la Cruz de Boyacá (Colombia, 1959) y en España la Gran Cruz de la Orden del Mérito Civil (1986) y, póstumamente, la Gran Cruz de Alfonso X el Sabio (1995).

### Epónimos
Con su nombre la Smithsonian Institution creó un fondo (el José Cuatrecasas Botanical Fund) que financia proyectos de investigación y conferencias. Una medalla que lleva su nombre (José Cuatrecasas Medal for Excellence in Tropical Botany) premia cada año a un investigador que haya destacado en el estudio de la Botánica Tropical.
- (Acanthaceae) Dicliptera cuatrecasasii Leonard[4]

- (Acanthaceae) Justicia cuatrecasasii Wassh.[5]

- (Acanthaceae) Stenostephanus cuatrecasasii (Leonard) J.R.I.Wood[6]

- (Amaryllidaceae) Narcissus cuatrecasasii Fern.Casas, M.Laínz & Ruiz Rejon[7]

- (Anacardiaceae) Mauria cuatrecasasii F.A.Barkley[8]

- (Annonaceae) Guatteria cuatrecasasii D.Sánchez[9]

- (Apiaceae) Azorella cuatrecasasii Mathias & Constance[10]

- (Apiaceae) Elaeoselinum cuatrecasasii Sennen & Mauricio[11]

- (Arecaceae) Prestoea cuatrecasasii H.E.Moore[12]

- (Asteraceae) Adenostemma cuatrecasasii R.M.King & H.Rob.[13]

- (Asteraceae) Carduncellus cuatrecasasii G.López[14]

- (Asteraceae) Espeletia cuatrecasasii Ruíz-Terán & López-Fig.[15]

- (Caryophyllaceae) Cerastium cuatrecasasii Sklenář[16]

- (Caryophyllaceae) Silene cuatrecasasii Font Quer[17]

- (Cunoniaceae) Weinmannia cuatrecasasii J.F.Macbr.[18]

- (Cyperaceae) Eleocharis cuatrecasasii S.González & P.M.Peterson[19]

- (Erythroxylaceae) Erythroxylum cuatrecasasii W.A.Gentner[20]

- (Euphorbiaceae) Sapium cuatrecasasii Croizat[21]

- (Fabaceae) Astragalus cuatrecasasii J.F.Macbr.[22]

- (Fabaceae) Lupinus cuatrecasasii C.P.Sm.[23]

- (Fabaceae) Senna cuatrecasasii H.S.Irwin & Barneby[24]

- (Fabaceae) Mucuna cuatrecasasii Hern.Cam. & C.Barbosa ex L.K.Ruíz[25]

- (Gentianaceae) Halenia cuatrecasasii C.K.Allen[26]

- (Geraniaceae) Geranium cuatrecasasii R.Knuth[27]

- (Loasaceae) Nasa cuatrecasasii Weigend[28]

- (Lycopodiaceae) Lycopodium cuatrecasasii (Herter) C.V.Morton[29]

- (Melastomataceae) Wurdastom cuatrecasasii (Wurdack) B.Walln.[30]

- (Menispermaceae) Curarea cuatrecasasii Barneby & Krukoff[31]

## Obra
- "Botanical Endowment at Smithsonian", Biological Conservation Newsletter, N.º 170 (agosto de 1997)
- 1983 - Bueno, A.G., Datos biográficos y bibliográficos del profesor José Cuatrecasas Arumi. Lazaroa, 5: 11-24
- 1997 - Castroviejo, S., In memoriam: José Cuatrecasas Arumí, (19-III-1903/23-V-1996). Anales del Jardín Botánico de Madrid, 55(1): 3-7
- 1996 - González Bueno, J., José Cuatrecasas Arumí, Lazaroa, 16: 7-8
- 1997 - Kirkbride, Ma Cristina Garcia. "José Cuatrecasas (1903-1996)". Taxon, Vol. 46, N.º 1 (febrero de 1997), pp. 132-134.
- 1996 - Mateo Sanz, G., Algunos rasgos de la figura de José Cuatrecasas y su correspondencia con Carlos Pau. Flora Montiberica, 4: 54-60
- 2009 - González Bueno, Antonio Nos asedian con el silencio. Reflexiones y actuaciones de José Cautrecasa Arumí 1903-1996. En torno a la República Española desde su exilio Norteamericano, Arbor, ISSN 0210-1963, enero-febrero de 2009, pp. 139-153.
- 2021- Fernández Gómez, Fernando. Patrimonio fotográfico en el Museo de la Farmacia Hispana. Los fondos de Blas Lázaro Ibiza y José Cuatrecasas Arumí. Análisis y propuesta de tratamiento y difusión..
- La abreviatura «Cuatrec.» se emplea para indicar a José Cuatrecasas Arumí como autoridad en la descripción y clasificación científica de los vegetales.[32] Posee la prodigiosa cifra de más de 5.600 registros taxonómicos IPNI.